# Сьоріндзі-кемпо
Сьоріндзі-кемпо (少林寺拳法, означає Бокс храма Шаолінь) – це японське бойове мистецтво, яке зародилося зусиллями японського майстра Мічіомі Накано  (10.02.1911 – 12.05.1980). Але в історії він більше відомий як Досин Со. У 1947 році Сьоріндзі-кемпо була зареєстрована як система виховання розуму і тіла.
Штаб-квартира організації (храм Конго Дзен Со Хонзан Сьоріндзі) розташована на острові Сікоку, в невеликому портовому містечку Тадоцу. Це найбільший храм бойових мистецтв на планеті.

## Історія виникнення
Витоки Сьоріндзі-кемпо (як і багатьох інших видів бойових мистецтв Сходу) губляться в тумані століть. Саме з цієї причини важко точно відтворити факти, дати і події, що відбулися на шляху розвитку цього своєрідного типу вдосконалення розуму і тіла 
Прийнято, однак, вважати, що Сьоріндзі-кемпо, як система духовного і фізичного виховання, зародився близько 1500 років тому. Саме цей період (згідно з історичними хроніками) пов'язаний з ім'ям легендарного індійського ченця Бодхідхарми.
Прийшовши в провінцію Хенань, мандрівний чернець оселився в монастирі під назвою «Шаолінь-Сі». Саме там йому судилося знайти прихильників свого вчення, і саме в стінах цього монастиря зародилося релігійно-філософське вчення, відоме сьогодні у всьому світі як чаньский (в японській вимові - дзен) буддизм.
Однак монастир Шаолінь не є всесвітньо відомим практикою чаньського буддизму. Справа в тому, що в стінах цього монастиря була розроблена унікальна система психофізичної підготовки, яка (пізніше) стала основою для ряду бойових мистецтв, відомих під загальною назвою кемпо.
Мабуть, правильним було б припустити, що за основу свого вчення він взяв методи давньоіндійської бойової системи, відомої як Каларі Паятт.
Найцікавішими розділами дослідження Каларі Пайєтта були, мабуть, «парпаярчі» - методи проведення поєдинків вільним стилем і «марма аді» - способи впливу на життєво важливі центри людського тіла.
Таким чином, за допомогою Бодхідхарми в розробці філософії і техніки кемпо китайські ченці отримали унікальну можливість використовувати досвід своїх індійських попередників. Спочатку кемпо не був винайдений ченцями Шаоліня як засіб самооборони і не вважався бойовим мистецтвом в повному розумінні цього слова. Послушники Шаоліня сприймали кемпо, так само як і дза-дзен (сидяча медитація), як аскетичну практику і метод очисних приписів, спрямованих на створення гармонійного єднання духу і тіла.

## Створення Сьорендзі-кемпо
Людиною, яка створила бойове мистецтво Сьоріндзі-кемпо є Мічіомі Накано більш відомий як Со Досін.
У створенні Сьорендзі-кемпо Со Доcsн об'єднав кілька старовинних індійських, китайських (в основному шаолінських) і японських шкіл бойових мистецтв. Знайшлося місце малайзійському Каларі Пайєтту, бойовим школам Шаоліня, дзю-дзюцу, карате, дзюдо і навіть європейському боксу. І це далеко не повний перелік систем і напрямків бойових мистецтв, теоретичні і практичні розробки яких Кайсо (Засновник) запозичив для створення Шорінджі Кемпо. Систематичне, продумане оцінювання кращих призвело до того, що технічна база Школи стала не тільки універсальною, але й дуже ефективною.
У жовтні 1947 року Кайсо проголосив створення «Nippon Seito Hoppa Shorinji Kempo Kai» (Японське товариство істинного Шорінджі Кемпо) з Вченням Конго Дзен в основі Школи.
З тих пір організація Сьорендзі-кемпо існує як офіційно зареєстрована структура.

## Технічні аспекти
У Сьоріндзі-кемпо вивчаються 3 основних розділи техніки:
1. Го Хон - це розділ, так би мовити, жорсткої техніки. 
Вона складається з ударів руками, ногами, відпрацювання блоків, втеч, різних спеціальних рухів і так далі. При цьому рухи рук більше схожі на китайський стиль боротьби, техніка ударів ногами більше схожа на японський.
2. Джу Хо – секція м'якої техніки. Тут освоюють кидки, звільнення від захватів, удушення, способи утримання і фіксації. Також вивчаються варіанти ескорту та ескорту. Однак, хоча цей розділ відноситься до «легких», больовий ефект і його якісна складова в реальності дуже далекі від представленого поняття.
3. Сей Хо - розділ, в якому розробляються методи підвищення енергетичного потенціалу людини. Вивчення біологічно активних точок, методи миттєвого відключення і реанімації, спеціальний масаж і методи регуляції ДІ каналів людського організму - ось технічна основа даного розділу Сьоріндзі-кемпо.
Слід зазначити, що крім представлених прийомів, Го Хо включає в себе і спеціальні заняття з Сякудзьо, Ньойі і Докко (це специфічні види зброї, які раніше використовувалися ченцями Дзен). Унікальність техніки Сьоріндзі-кемпо полягає в якісному переплетенні ударних і кидкових технік, використанні спеціальної страховки (до речі, кидки в Школі здійснюються на підлозі) і в динаміці рухів, яка істотно відрізняється від інших шкіл єдиноборств. Все це зробило методику Школи цікавою, практичною та ефективною.
Кожен новий етап розвитку в Сьоріндзі-кемпо - це посвячення в нові незвичайні техніки і методи впливу на людину. Досить сказати, що ті, хто отримав 1-й дан, знають менше половини всіх технік і методів Сьоріндзі-кемпо. Після отримання чорного пояса учень зобов'язаний з певною періодичністю проходити курси вдосконалення, які проводяться двічі на рік в Хомбу. Заняття там включають в себе відпрацювання методів впливу на енергетичні точки і меридіани, а також техніку оживлення.

## Сьоріндзі-кемпо у світі
Сьоріндзі Кемпо складається з п’яти родинних організацій.
Ці п’ять окремих організацій безпосередньо пов’язані з Сьоріндзі Кемпо, і разом формують Організацію Сьоріндзі Кемпо, якою керує Коума Со (Сьориндзі Кемпо Сіке). Організація Сьоріндзі Кемпо має на меті забезпечити можливість передачі наступним поколінням вчення і техніки, заснованої Кайсо Со Досіном, і подальший правильний розвиток Серіндзі Кемпо в 21-му столітті.
Таким чином, кожна організація прагне твердо дотримуватися своїх особливостей, і водночас усі вони перебувають у тісній співпраці з поширення вчення, розвитку освітньої діяльності, а також сприяють суспільству через виховання людей, яких суспільство потребує.
Штаб-квартира (яп. Хомбу) – знаходиться в Японії на острові Сікоку, в невеликому містечку Тадоцу.
Організація налічує близько 2 млн. осіб та представлена своїми філіями або Національними Федераціями у 36 країнах.